# Вісла-Мала
Вісла-Мала (пол. Wisła Mała, нім. Deutsch Weichsel) — село в Польщі, у гміні Пщина Пщинського повіту Сілезького воєводства.
Населення — 1308 осіб (2011).
У 1975-1998 роках село належало до Катовицького воєводства.

## Демографія
Демографічна структура станом на 31 березня 2011 року:
|          | Загалом | Допрацездатний вік | Працездатний вік | Постпрацездатний вік |
| -------- | ------- | ------------------ | ---------------- | -------------------- |
| Чоловіки | 618     | 147                | 412              | 59                   |
| Жінки    | 690     | 161                | 400              | 129                  |
| Разом    | 1308    | 308                | 812              | 188                  |